# Willard (Ohio)
Willard é uma cidade localizada no estado norte-americano de Ohio, no Condado de Huron.

## Demografia
Segundo o censo norte-americano de 2000, a sua população era de 6806 habitantes.
Em 2006, foi estimada uma população de 6766, um decréscimo de 40 (-0.6%).

## Geografia
De acordo com o United States Census Bureau tem uma área de
9,1 km², dos quais 9,0 km² cobertos por terra e 0,1 km² cobertos por água. Willard localiza-se a aproximadamente 283 m acima do nível do mar.

## Localidades na vizinhança
O diagrama seguinte representa as localidades num raio de 16 km ao redor de Willard.